# Coppa Interamericana 1998
La Coppa Interamericana 1998 è stata la diciottesima edizione del trofeo riservato alle squadre vincitrici della CONCACAF Champions' Cup e della Coppa Libertadores.

## Tabellino

### Andata
| Arbitro: | Archundia |

| |            | |
| | Marcatori  | 69’ Felipe |
| Presthus P Pope D Llamosa D Agoos D Olsen D Harkes C Williams C Sanneh C Etcheverry C Moreno A Lassiter A | Formazioni | P Carlos Germano D Flavinho D Odvan D Henrique D Luisinho C Nasa C Felipe C Donizete C Gian A Guilherme A Luizão |
| Arena | Allenatori | Antônio Lopes |

### Ritorno
| Arbitro: | Batres |

| |            | |
| | Marcatori  | 34’ Sanneh 77’ Pope |
| · Carlos Germano P · Flavinho D · Odvan D · Mauro Galvão D · Lusinho D Felipe C Donizete C 46’a Juninho C 7’ 46’b Luizão A Vágner A 70’ Nasa A A disposizione: · 46’a Vítor D 46’b Guilherme A 80’ Mauricinho A | Formazioni | · P Garlick D Pope D Llamosa D Agoos D Olsen 59’ C Harkes C Williams 62’ C Sanneh C Etcheverry 15’ A Moreno A Lassiter 88’ A disposizione: · D Aunger 88’ |
| Antônio Lopes | Allenatori | Arena |